# Hệ thống Thứ Hai Vui vẻ
Hệ thống Thứ Hai vui vẻ (ハッピーマンデー制度 Happī Mandē Seido?) là một tập hợp các sửa đổi đối với luật pháp Nhật Bản vào năm 1998 và 2001 để chuyển một số ngày nghỉ lễ ở Nhật Bản sang thứ Hai, tạo ra kỳ nghỉ 3 ngày cho những người có tuần làm việc năm ngày. 

## Khái lược
Hệ thống thứ Hai vui vẻ tham khảo theo đạo luật Ngày lễ Thứ Hai Thống nhất (Uniform Monday Holiday Act) năm 1968 tại Hoa Kỳ. 
Quốc hội Nhật Bản năm 1998 trong tu chính "pháp luật liên quan ngày lễ quốc gia" (国民の祝日に関する法律 hay còn gọi đạo luật số 141 niên hiệu Bình Thành thứ 10 平成10年法律第141号) đã chuyển ngày thành nhân (成人の日) từ ngày 15 tháng 1 hàng năm sang ngày thứ 2 tuần thứ 2 của tháng 1 và ngày thể dục (体育の日) từ ngày 10 tháng 10 hàng năm sang ngày thứ 2 tuần thứ 2 của tháng 10.
Đến năm 2001, đạo luật số 59 niên hiệu Bình Thành thứ 13 (平成13年法律第59号) chuyển ngày Biển (海の日) từ 20 tháng 7 hàng năm sang ngày thứ 2 tuần thứ 3 của tháng 7 và ngày Kính lão từ 15 tháng 9 sang ngày thứ 2 tuần thứ 3 của tháng 9.
| Ngày               | Chuyển đến thứ 2 | Tên                                             | Tên tiếng Nhật | Romanji             |
| ------------------ | ---------------- | ----------------------------------------------- | -------------- | ------------------- |
| 1 tháng 1          | Không            | Năm mới                                         | 元日           | Ganjitsu            |
| 15 tháng 1         | Từ 2000          | Ngày thành nhân                                 | 成人の日       | Seijin no hi        |
| 11 tháng 2         | Không            | Ngày kỷ niệm kiến quốc (Quốc khánh)             | 建国記念の日   | Kenkoku kinen no hi |
| 23 tháng 2         | Không            | Sinh nhật Thiên Hoàng                           | 天皇誕生日     | Tennō tanjōbi       |
| 20 hoặc 21 tháng 3 | Không            | Ngày xuân phân                                  | 春分の日       | Shunbun no hi       |
| 29 tháng 4         | Không            | Ngày Chiêu Hòa (Sinh nhật thiên hoàng Hirohito) | 昭和の日       | Shōwa no hi         |
| 3 tháng 5          | Không            | Ngày hiến pháp                                  | 憲法記念日     | Kenpō kinenbi       |
| 4 tháng 5          | Không            | Ngày Xanh                                       | みどりの日     | Midori no hi        |
| 5 tháng 5          | Không            | Ngày thiếu nhi                                  | 子供の日       | Kodomo no hi        |
| 20 tháng 7         | Từ 2003          | Ngày biển                                       | 海の日         | Umi no hi           |
| 11 tháng 8         | Không            | Ngày Núi                                        | 山の日         | Yama no hi          |
| 15 tháng 9         | Từ 2003          | Ngày kính lão                                   | 敬老の日       | Keirō no hi         |
| 22 hoặc 23 tháng 9 | Không            | Ngày thu phân                                   | 秋分の日       | Shūbun no hi        |
| 10 tháng 10        | Từ 2000          | Ngày thể dục                                    | 体育の日       | Taiiku no hi        |
| 3 tháng 11         | Không            | Ngày văn hóa                                    | 文化の日       | Bunka no hi         |
| 23 tháng 11        | Không            | Ngày cảm tạ lao động                            | 勤労感謝の日   | Kinrō kansha no hi  |

## Các ngoại lệ
Vào năm 2020, ngày Biển được tổ chức vào Thứ Năm, ngày 23 tháng 7 để hỗ trợ cho việc khai mạc Thế vận hội Tokyo 2020. Nhưng Thế vận hội bị hoãn do dịch covid 19, ngày 2021 ngày Biển lại được dời sang ngày 22 tháng 7, cũng vào thứ Năm.